# آشپزی اندونزیایی

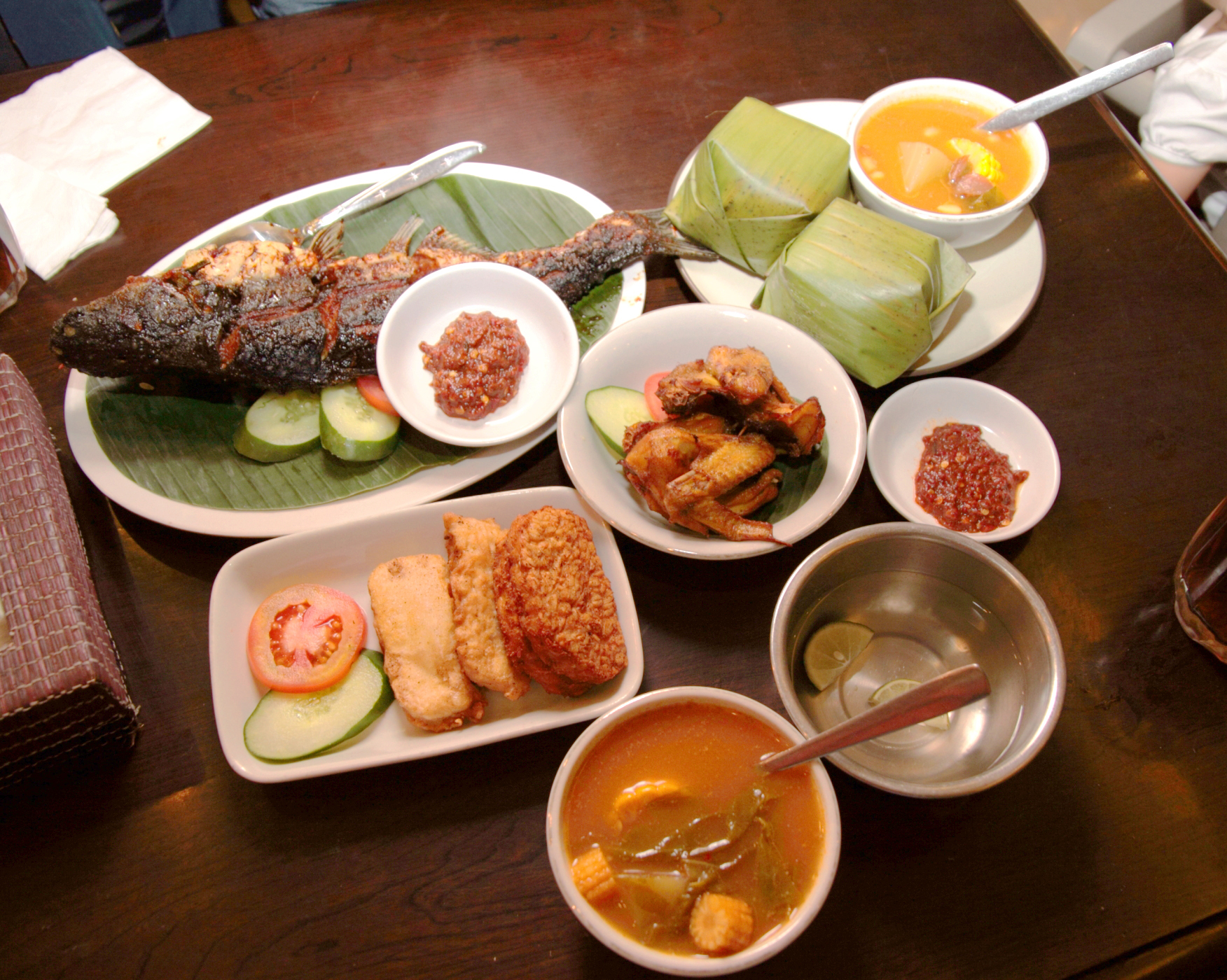
نمونه ای از وعده‌های غذایی سوندانی اندونزی؛ ایکان باکار (ماهی کبابی)، نازی تمبل (برنج بسته‌بندی شده در برگ موز)، ایام گورنگ (مرغ سوخاری)، سامبال، تمپه سرخ شده و توفو، و سایمور سیمور

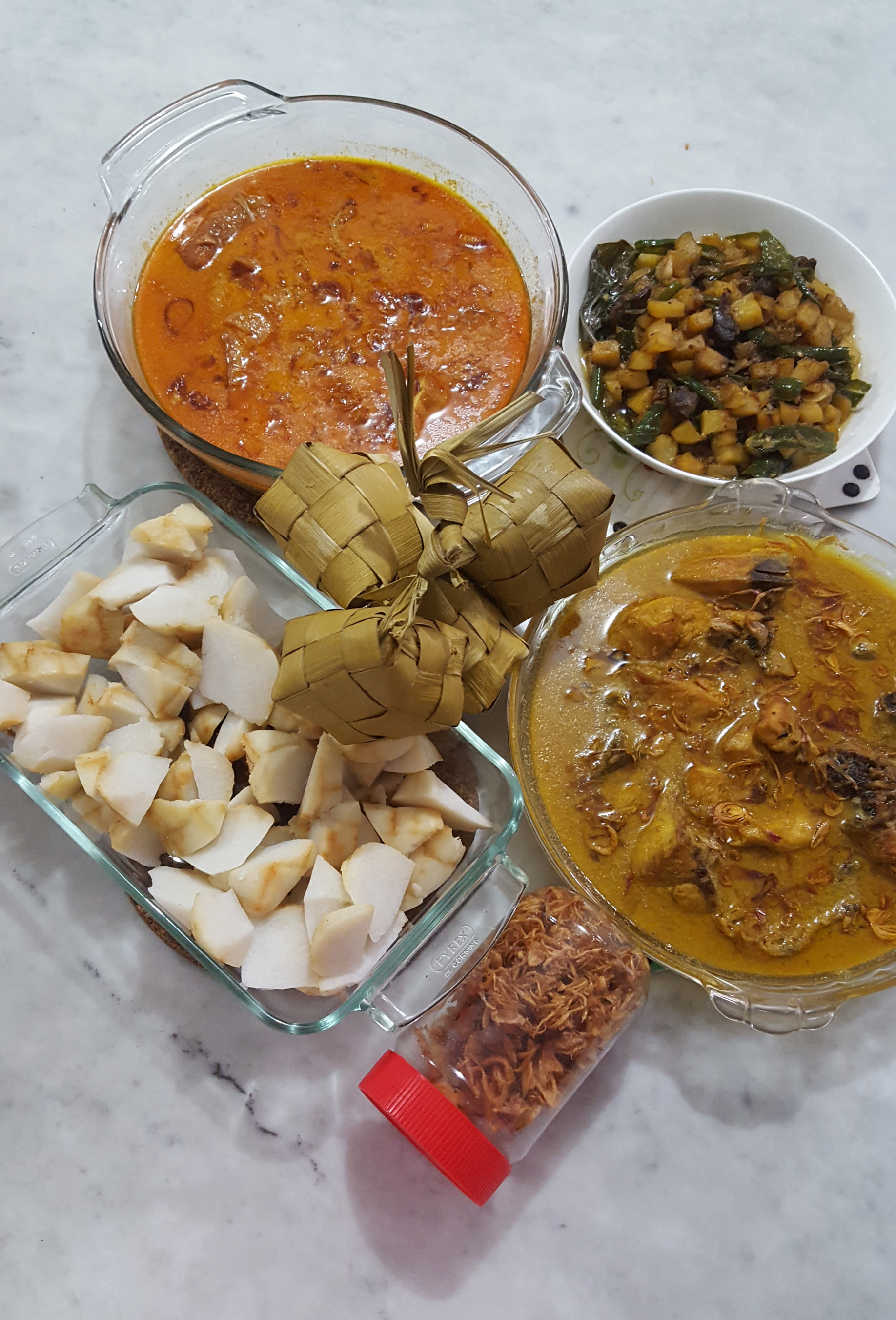
Opor ayam (به سبک کاری)، گولای، کتوپات، سیب زمینی خرد شده با ادویه

آشپزی اندونزیایی مجموعه ای از سنت‌های مختلف آشپزی و تزئین غذای منطقه ای است که در کشور مجمع الجزایر اندونزی رواج دارد. طیف گسترده‌ای از دستورالعمل‌ها و غذاها وجود دارد زیرا اندونزی تقریباً از ۶۰۰۰ جزیره پرجمعیت از مجموع ۱۷۵۰۸ جزیره در بزرگترین مجمع الجزایر جهان تشکیل شده‌است بیش از ۳۰۰ گروه قومی اندونزی را خانه خود می‌نامند. بسیاری از غذاهای منطقه ای وجود دارد که اغلب مبتنی بر فرهنگ بومی این کشور با تأثیرات خارجی است. اندونزی حدود ۵۳۵۰ دستورالعمل سنتی پخت غذا دارد که ۳۰ مورد از آنها جز مهمترین‌ها در نظر گرفته شده‌اند. غذاهای اندونزی ممکن است شامل غذاهای برنجی، رشته فرنگی و سوپ در غذاخوری‌های محلی تا میان‌وعده‌های کنار خیابان باشد.
غذاهای اندونزیایی از نظر منطقه بسیار متفاوت است و تأثیرات مختلفی دارد. غذاهای سوماترایی، برای مثال، اغلب تحت تأثیر خاورمیانه و هند قرار گرفته‌است، غذاهای اندونزی شرقی شبیه غذاهای پولینزی و ملانزی است. عناصر غذاهای چینی در غذاهای اندونزیایی دیده می‌شود: غذاهایی مانند رشته فرنگی، گلوله‌های گوشتی و رول‌های بهاری کاملاً پذیرفته شده‌اند.
اندونزی در طول تاریخ خود، به دلیل موقعیت و منابع طبیعی خود درگیر تجارت بوده‌است. علاوه بر این، تکنیک‌ها و ترکیبات بومی اندونزی تحت تأثیر هند، خاورمیانه، چین و در نهایت اروپا قرار گرفت. بازرگانان اسپانیایی و پرتغالی این سرزمین را با دنیای جدیدی مرتبط ساختند. جزایر اندونزی جزایر ملوک (مالوکو)، که به «جزایر ادویه» معروف هستند، همچنین به معرفی ادویه‌های بومی، مانند میخک و جوز هندی، به غذاهای اندونزیایی و جهانی کمک کرد.
غذاهای اندونزیایی طعمی غنی دارند. اغلب به عنوان خوش طعم، گرم و تند و همچنین ترکیبی از طعم‌های اساسی مانند شیرین، شور، ترش و تلخ توصیف می‌شود. بیشتر اندونزیایی‌ها غذای گرم و پرادویه را ترجیح می‌دهند، بنابراین سمس چیبل گرم و تند اندونزیایی، با مواد مختلف اختیاری، به ویژه رب میگو، موسیر و سایر مواد غذایی، یک غذای اصلی در تمام میزهای اندونزی است. هفت روش اصلی پخت در آشپزی اندونزی سرخ کردن، کباب کردن، فرپزی و شعله‌پزی، بو دادن، تف دادن، جوشاندن و بخارپز شدن است.
برخی از غذاهای معروف اندونزیایی مانند ناسی گورنگ، گادو-گادو، ساتای، و سوتو در کشور همه گیر هستند و غذاهای ملی محسوب می‌شوند. با این وجود غذای رسمی اندونزی، tumpeng است که در سال ۲۰۱۴ توسط وزارت گردشگری و اقتصاد خلاق اندونزی به عنوان غذایی انتخاب شد که تنوع سنت‌های مختلف آشپزی اندونزی را بهم پیوند می‌دهد. با این حال، بعداً در سال ۲۰۱۸، همان وزارت ۵ غذای ملی اندونزی را انتخاب کرده‌است که شامل soto , rendang , satay , nasi goreng و gado-gado می‌شود.
امروزه برخی از غذاهای معروف که از اندونزی نشأت گرفته‌اند در کشورهای همسایه چون مالزی و سنگاپور رایج است. غذاهای اندونزی مانند ساتای، گوشت گاو رندانگ در بین مردم مالزی و سنگاپور محبوب است. غذاهای پایه سویا مانند انواع توفو و تمپه نیز بسیار محبوب هستند. تمفه به عنوان یک اختراع جاوه ای، سازگاری محلی از تخمیر و تولید مواد غذایی مبتنی بر سویا در نظر گرفته می‌شود. یکی دیگر از غذاهای تخمیر شده oncom است که از برخی جهات شبیه به تمفه است اما با استفاده از انواع مختلف مواد پایه (نه تنها سویا) که توسط قارچ‌های مختلف ایجاد می‌شود و به ویژه در جاوه غربی مشهور است.
غذای اندونزیایی "یکی از غذاهای خوش طعم و خوش رنگ در جهان و دارای عطر و طعم شدید است.

## تاریخ

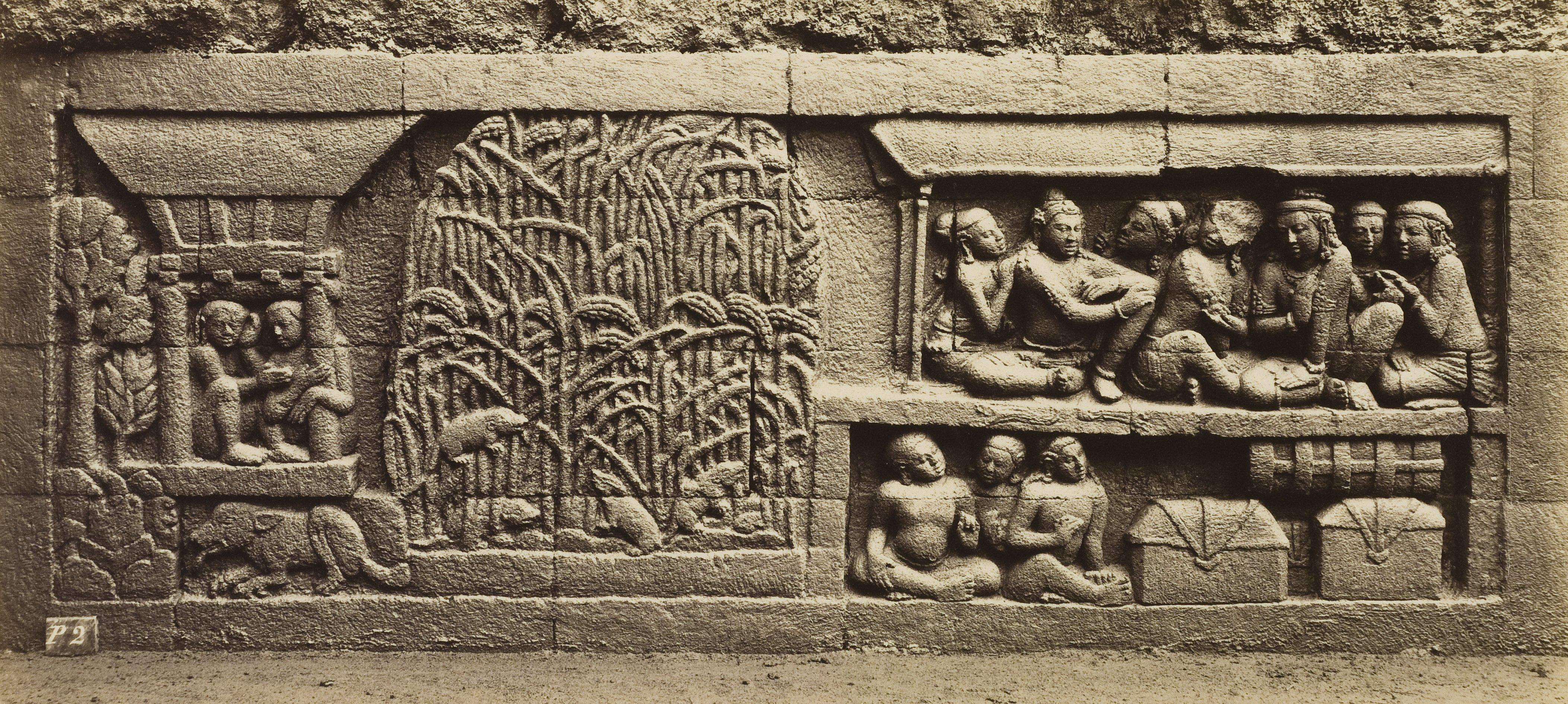
نقش برجسته Karmawibhanga در قرن ۹ میلادی بوروبودور یک انبار برنج و گیاهان برنج را نشان می‌دهد که به طاعون موش آلوده شده‌اند. پرورش برنج در اندونزی سابقه طولانی دارد.

غذاهای اندونزی سابقه طولانی دارند - اگرچه بیشتر آنها مستند نیستند و بسیار به روش محلی و سنت‌های شفاهی متکی هستند. این تنوع از باکار باتو باستانی یا یام و گراز کبابی سنگی که قبایل پاپوآ در شرق اندونزی انجام می‌دهند، تا غذاهای تلفیقی پیچیده معاصر اندونزی را در بر می‌گیرد. تنوع قومی مجمع الجزایر اندونزی ترکیبی التقاطی را از مخلوط کردن سنتهای محلی جاوه ای، سوندانی، بالینی، مینانگ، مالایی و سایر غذاهای بومی، با چندین قرن تماس خارجی با بازرگانان هندی، مهاجران چینی و استعمارگران هلندی فراهم می‌کند.

## مواد

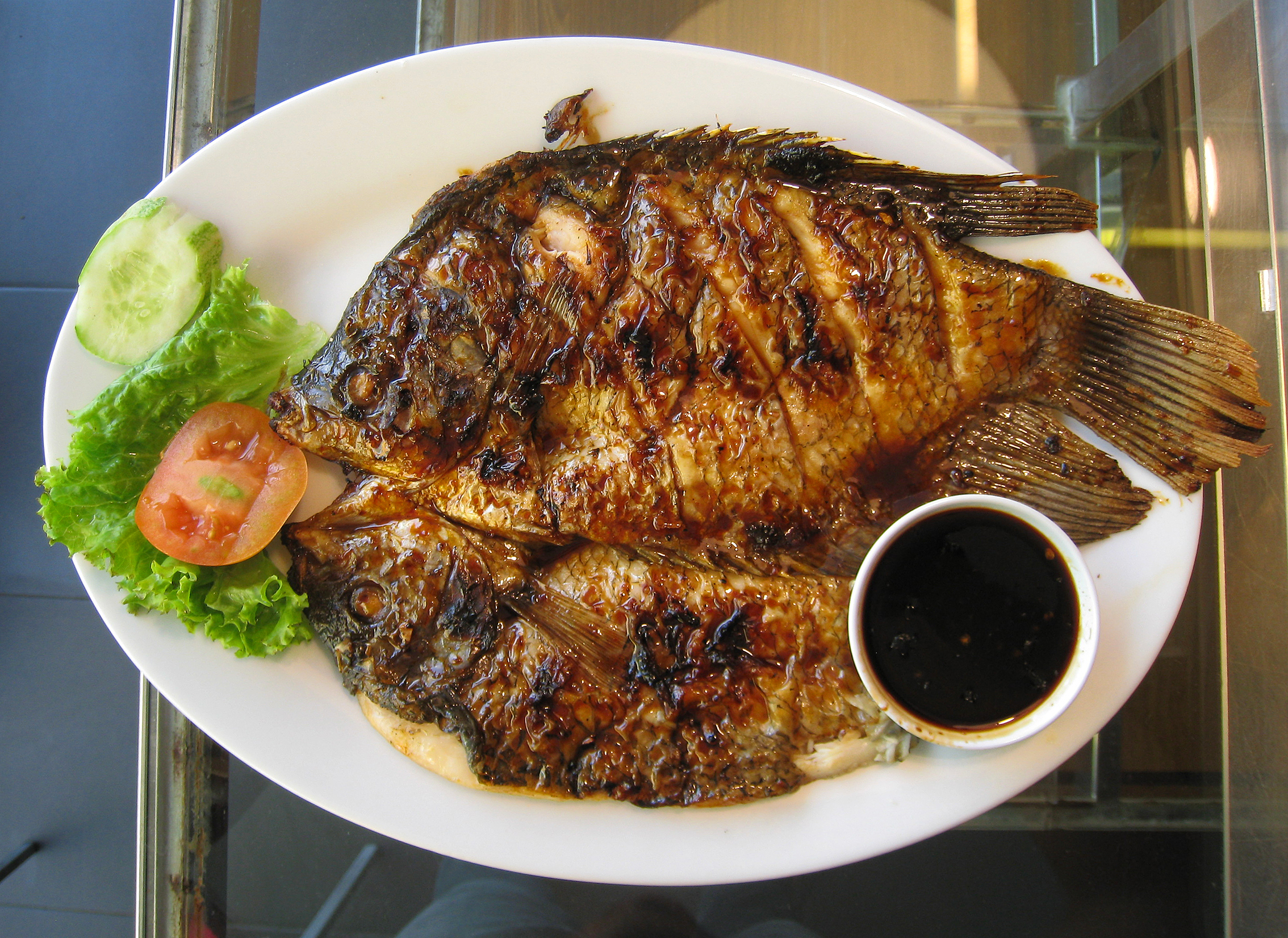
خورشت ماهی از آشپزی اندونزیایی

### برنج
برنج یک ماده اصلی برای همه طبقات در اندونزی معاصر است، و جایگاه اصلی فرهنگ اندونزی را به خود اختصاص داده‌است. در بازارها فروخته می‌شود و در بیشتر وعده‌های غذایی هم به عنوان یک غذای خوش طعم و هم شیرین سرو می‌شود. اهمیت برنج در فرهنگ اندونزی از طریق احترام به Dewi Sri، الهه برنج جاوا و بالی باستان نشان داده شده‌است. به‌طور سنتی چرخه‌های کشاورزی مرتبط با کشت برنج از طریق آیین‌هایی مانند جشنواره برداشت برنج Seren Taun جشن گرفته می‌شد.

## نگارخانه

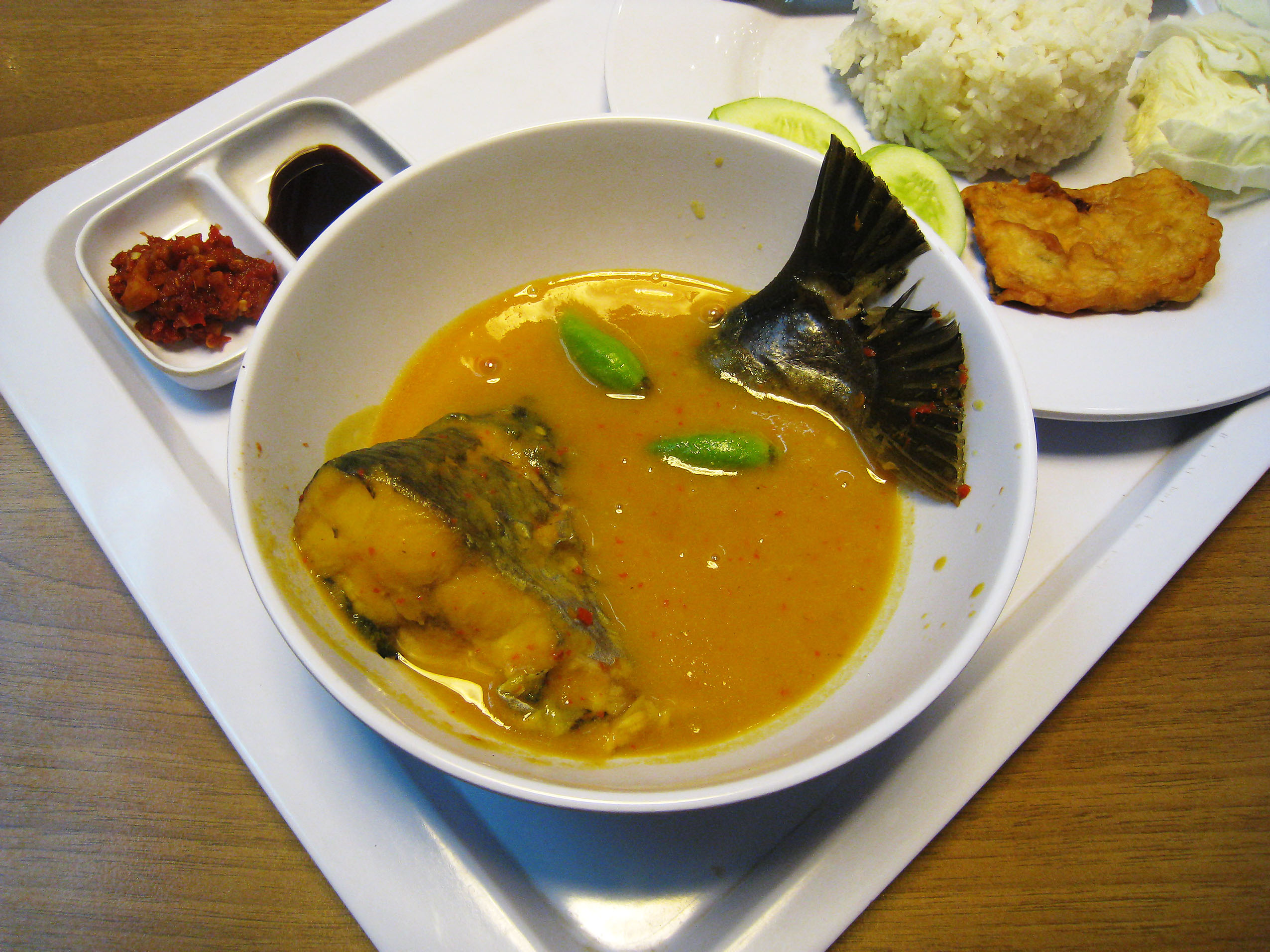
تمپویاک ایکان یک ظرف پالمبانگ ماهی پانگاسیوس  در سس دوریان تخمیر شده
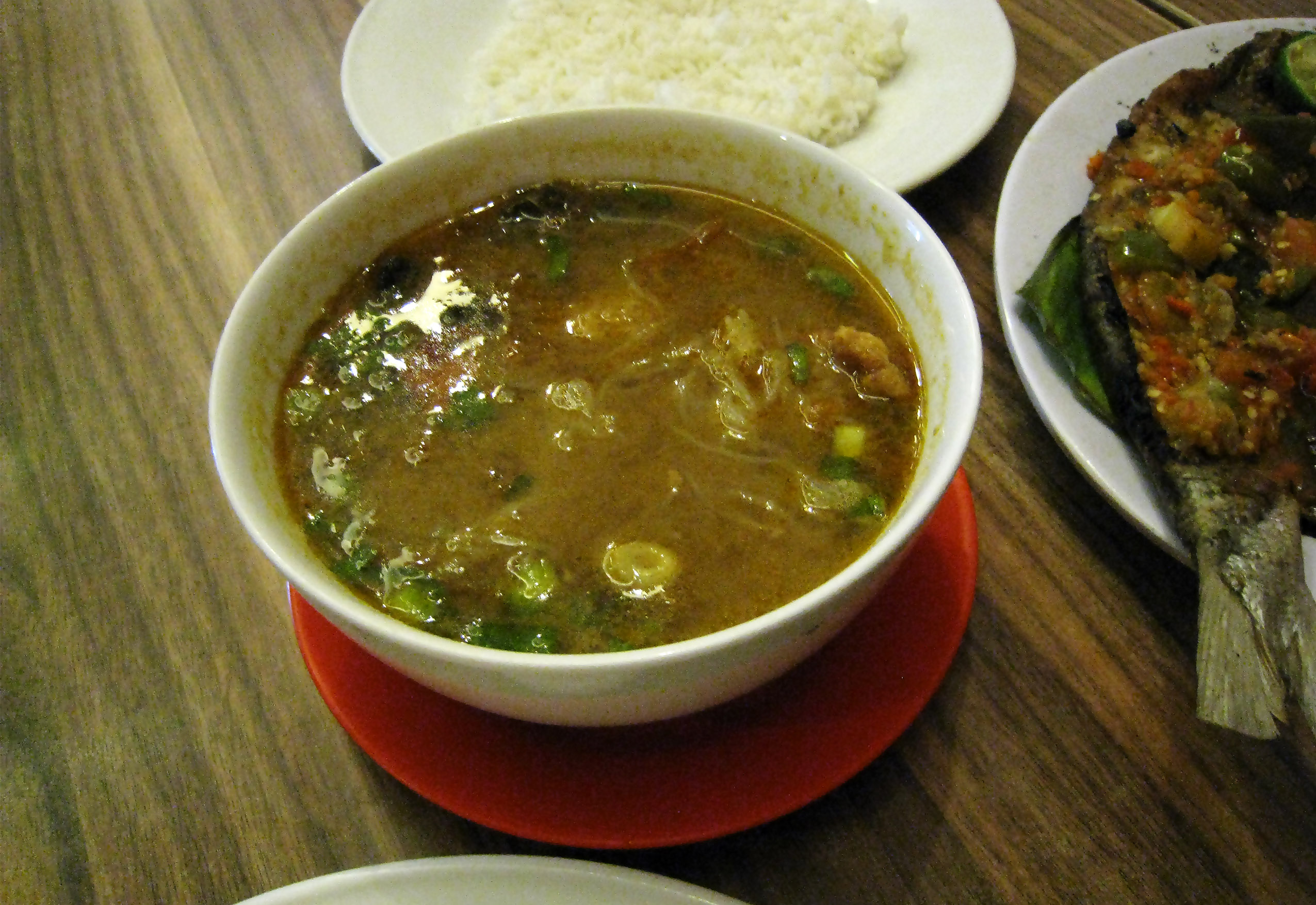
سوپ سودارا و ایکان بولو باکار خامه‌ماهی
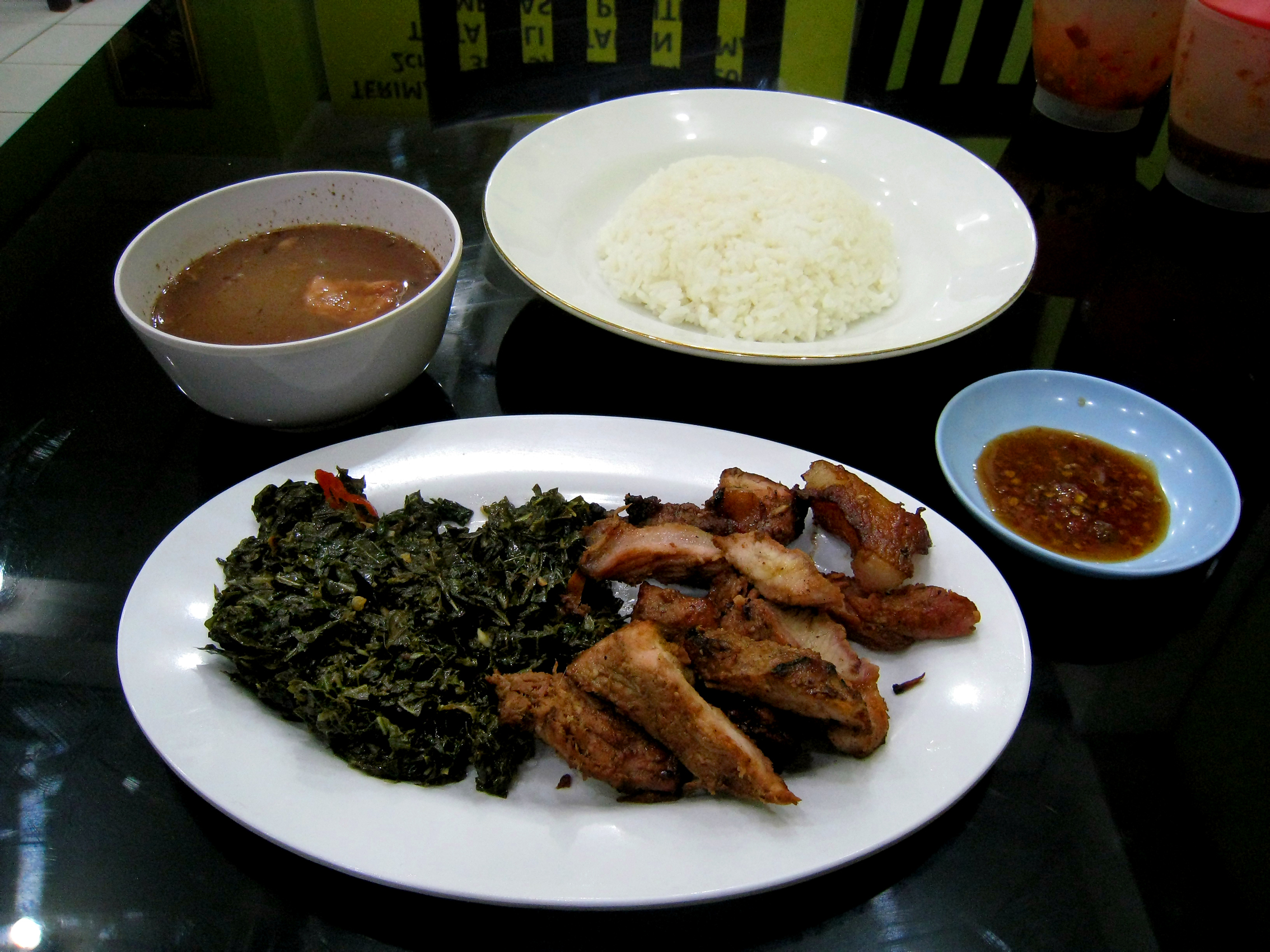
سی بی بی، گوشت خوک دودی از کوپانگ
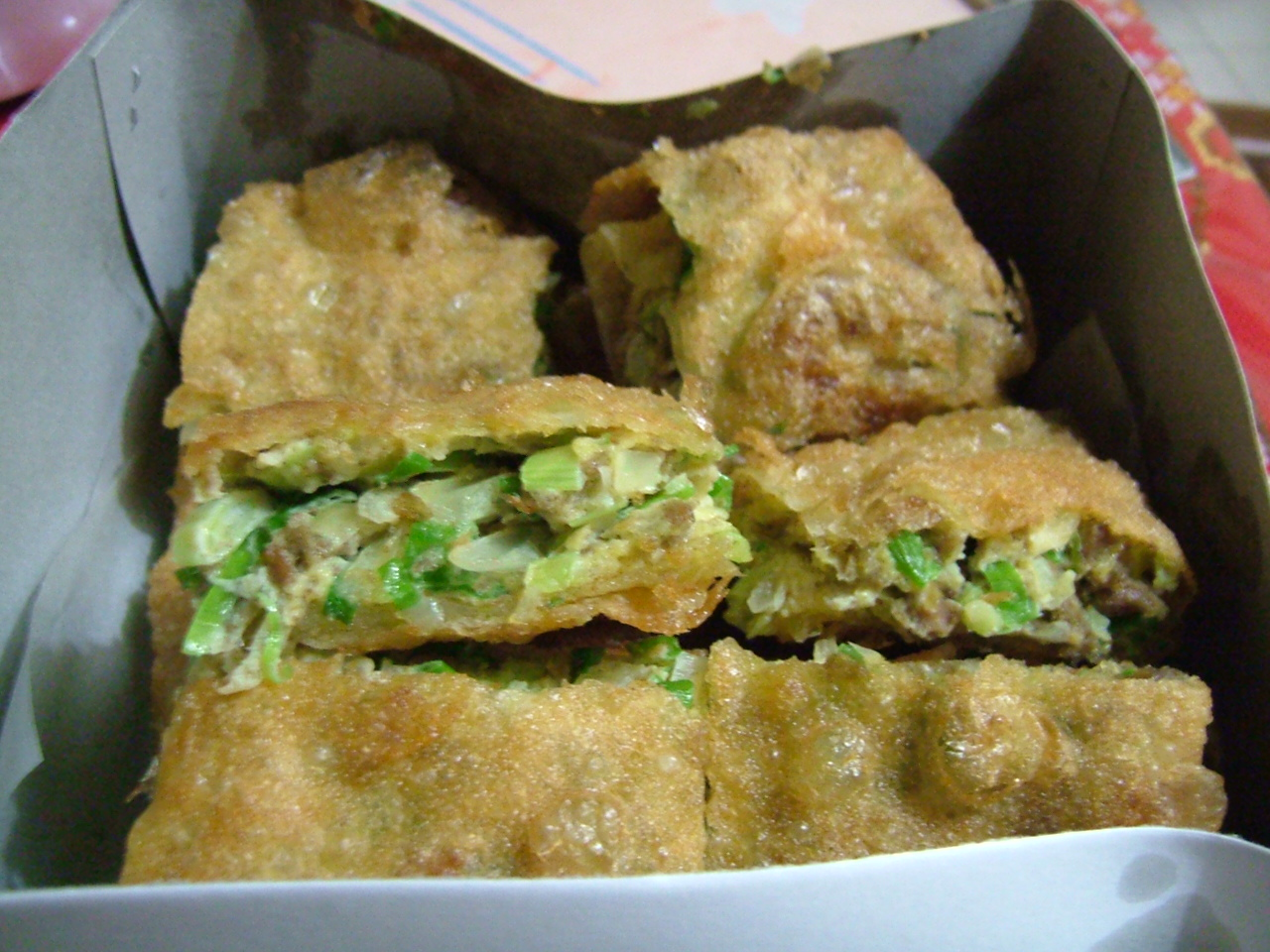
مارتابک تلور، املت تخم مرغ، تره و گوشت.
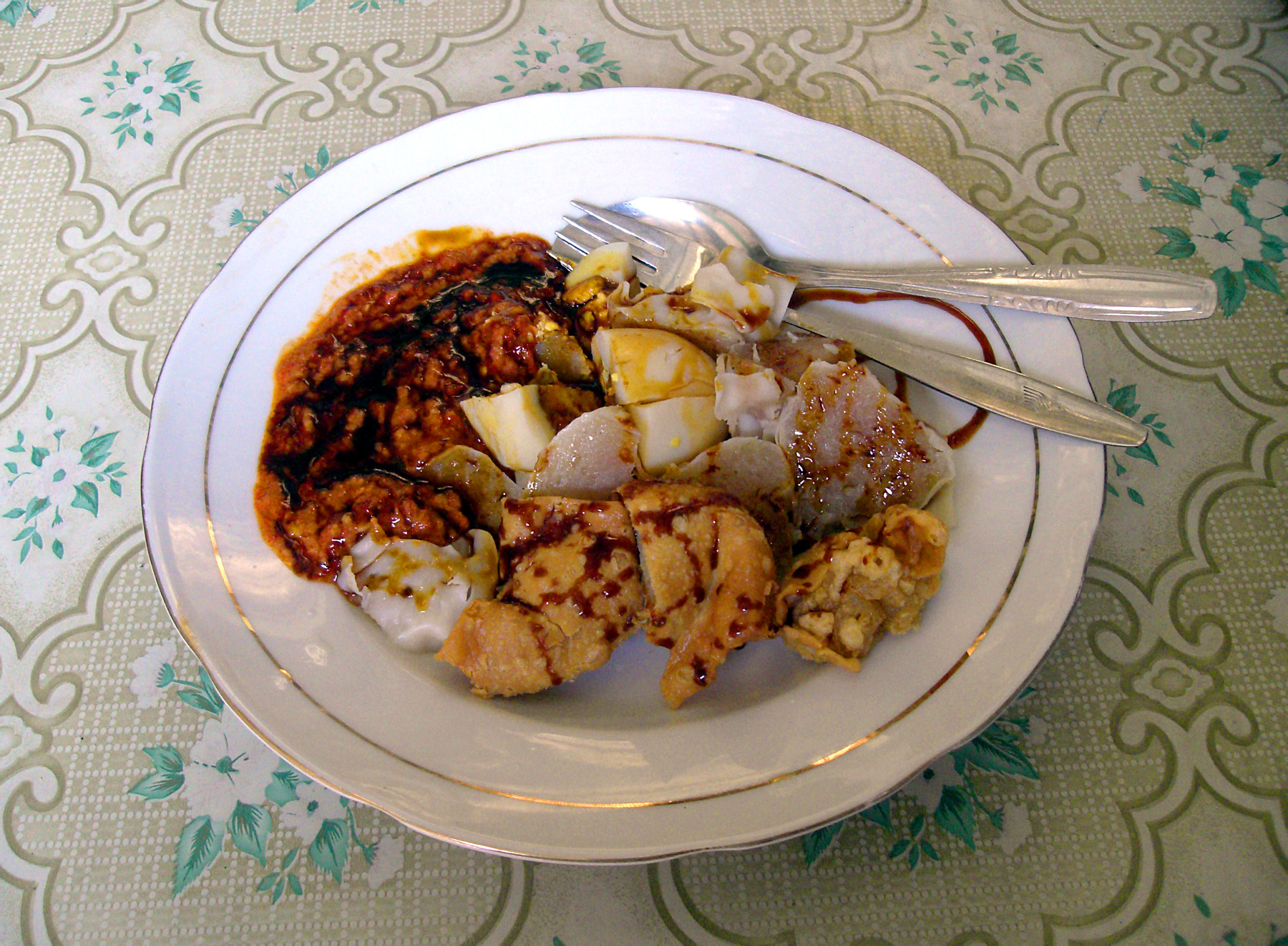
سیومای، غذای محبوب اندونزیایی تحت تأثیر چینی‌ها.
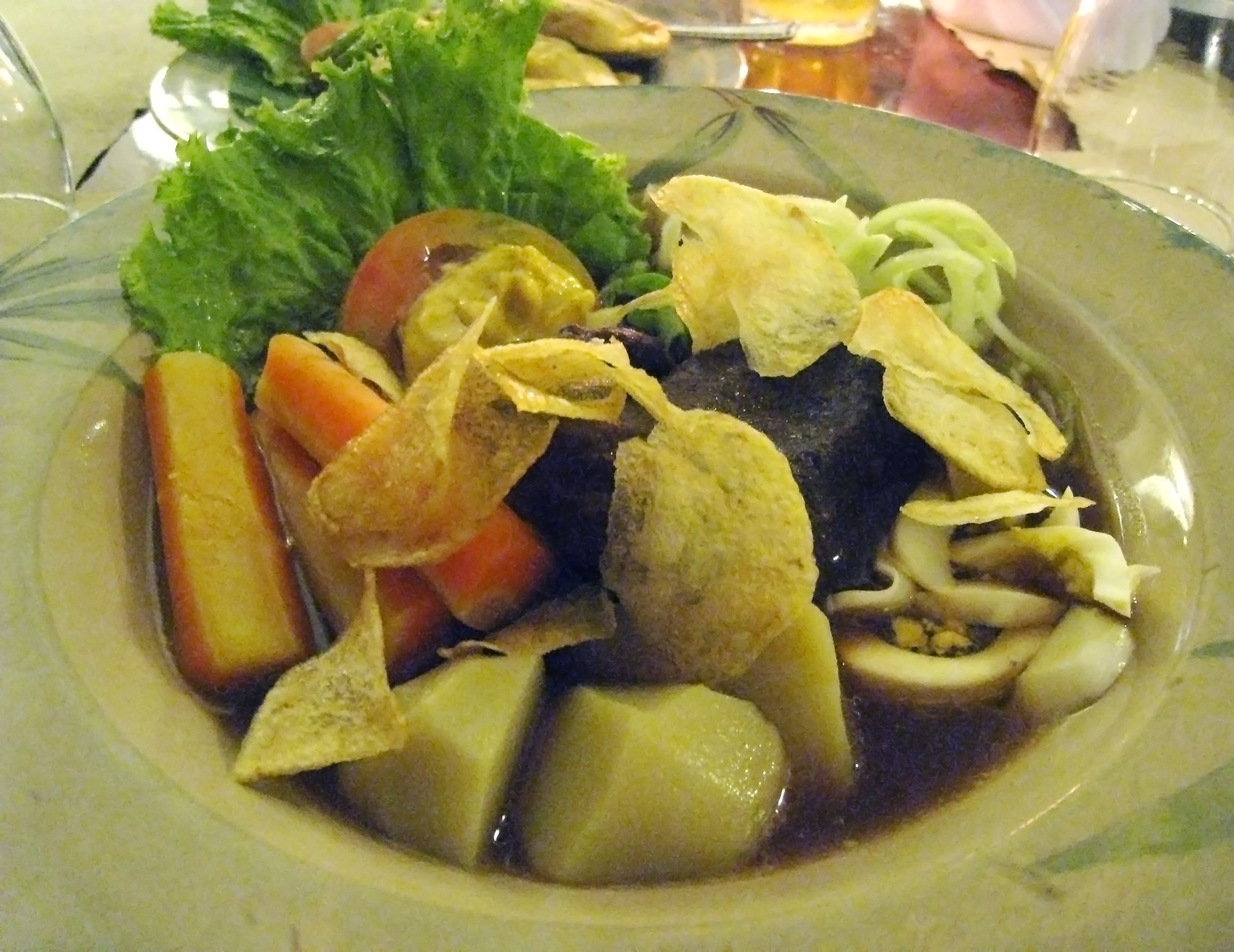
سلات انفرادی (سالاد انفرادی)، سازگاری با غذاهای اروپایی با طعم جاوه‌ای.
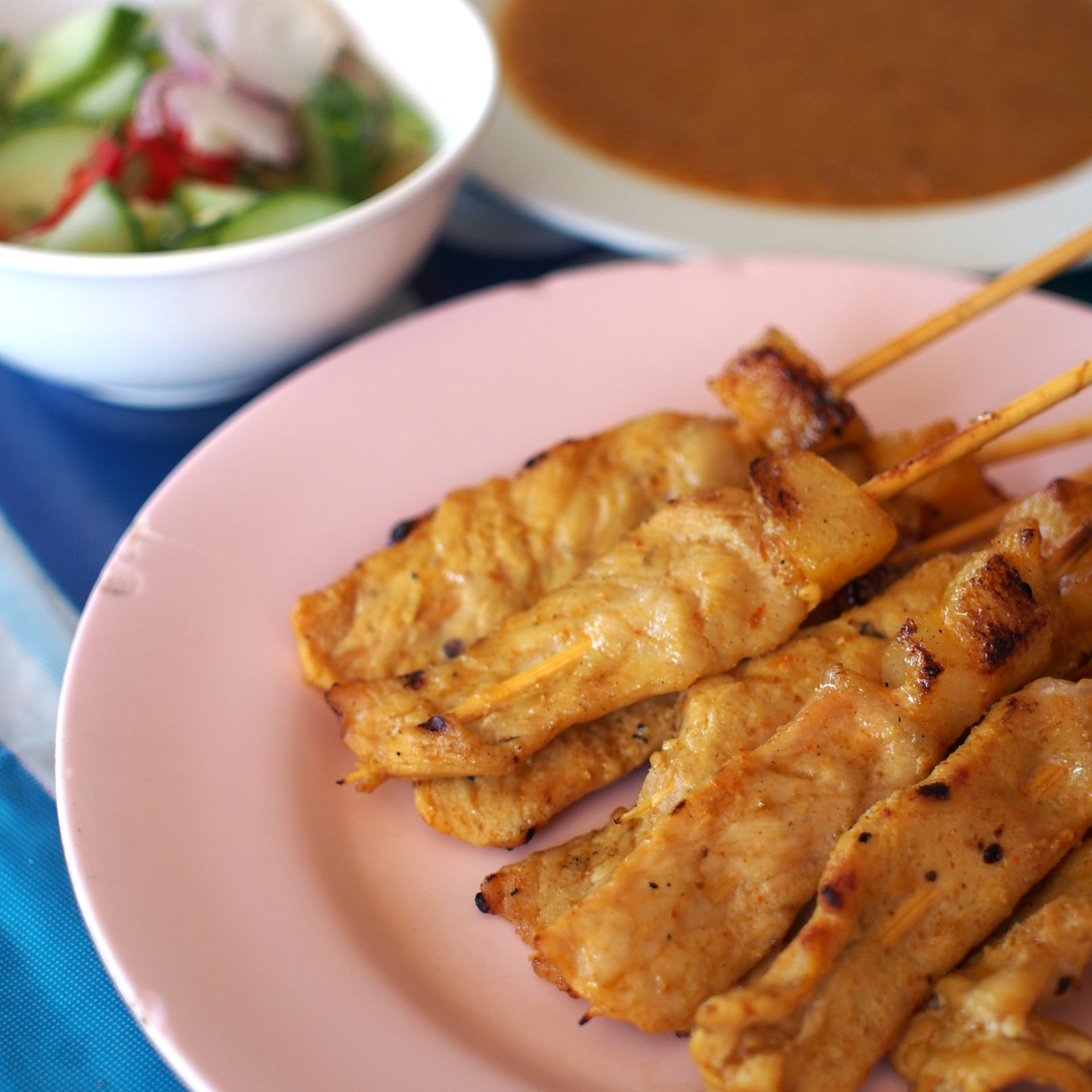
گوشت خوک تایلندی
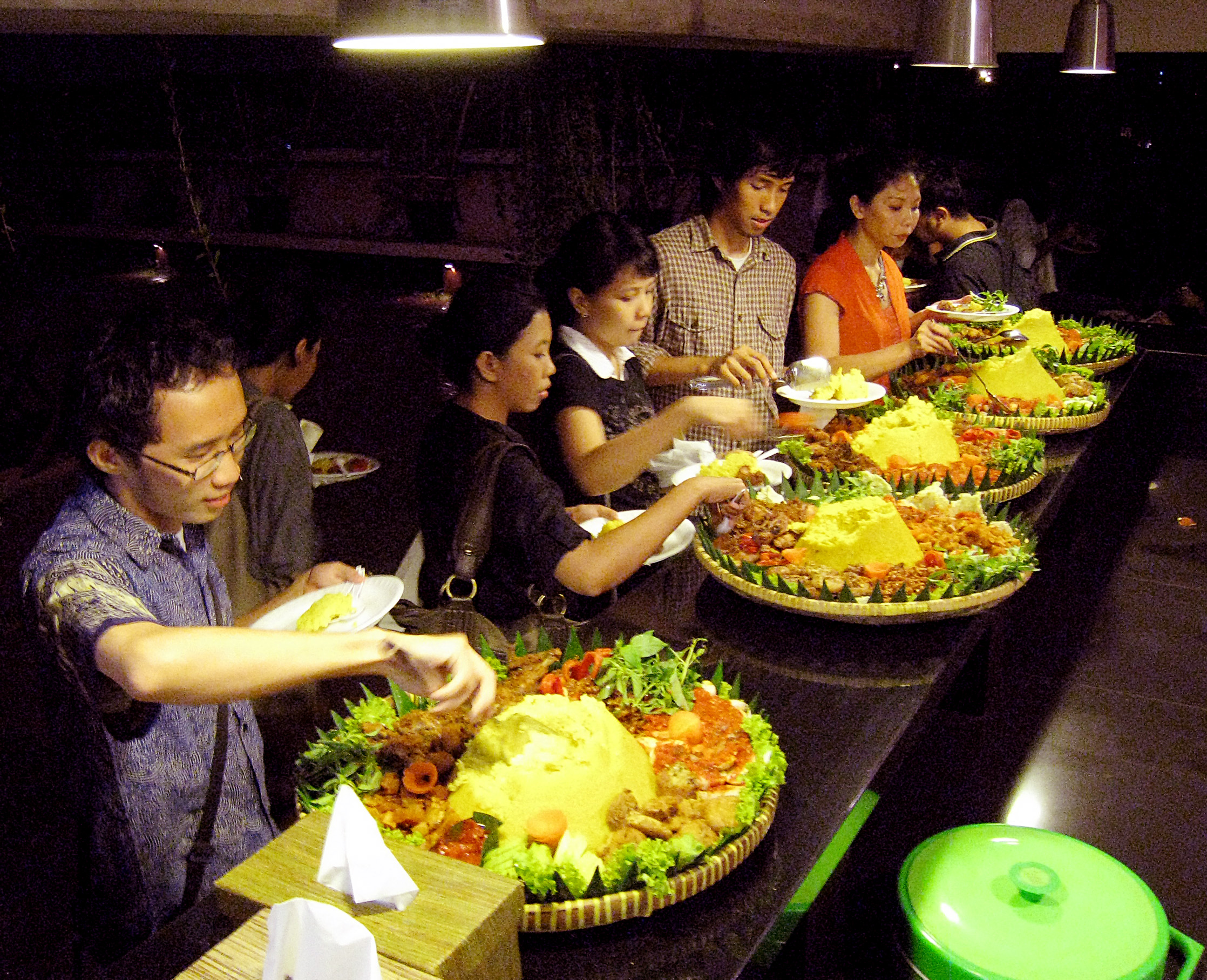
برنج زرد تامپنگ، برنج زرد مخروطی شکل که به هنگام جشن سرو می‌شود.
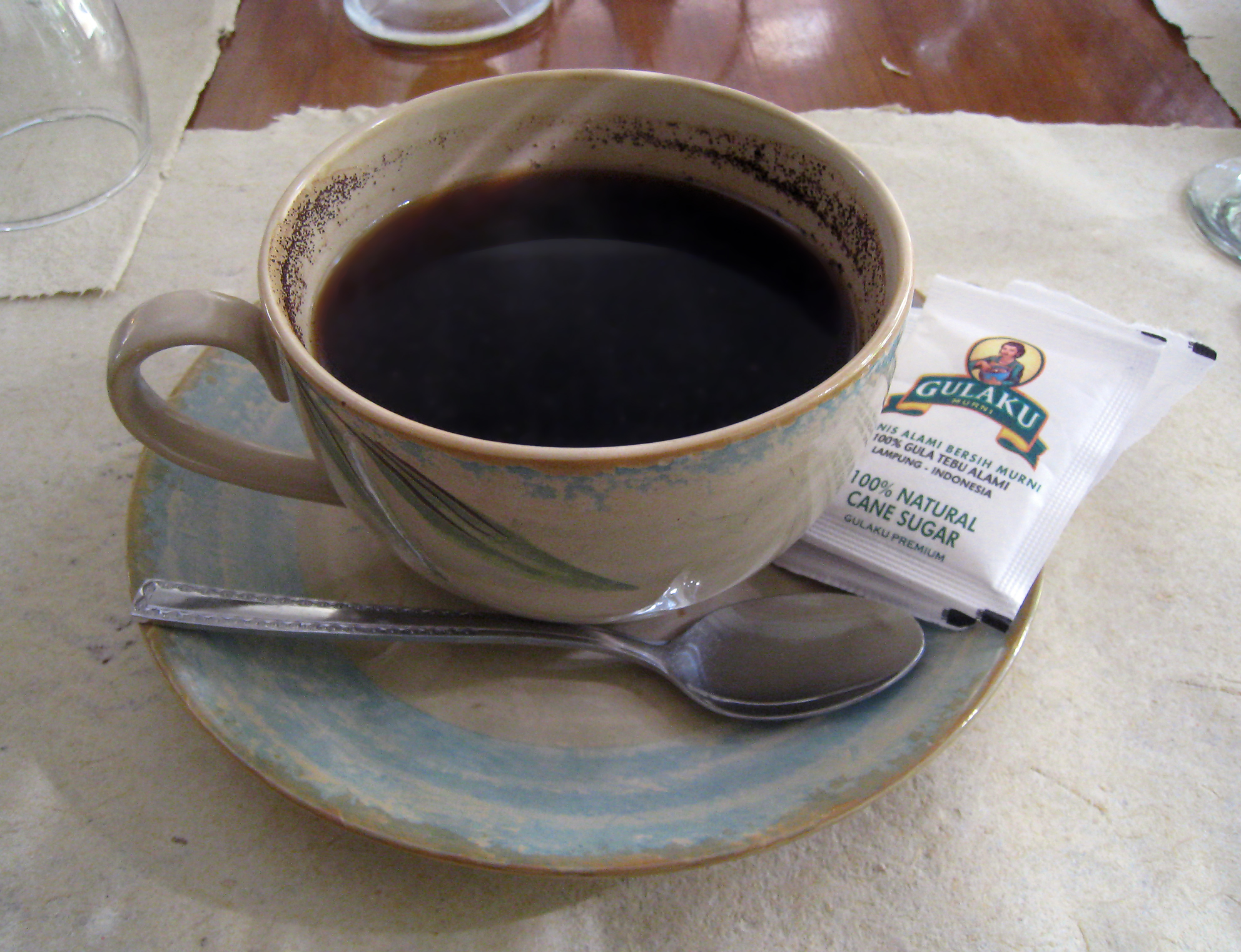
یک فنجان جاوا، جاوایی کوپی توبروک
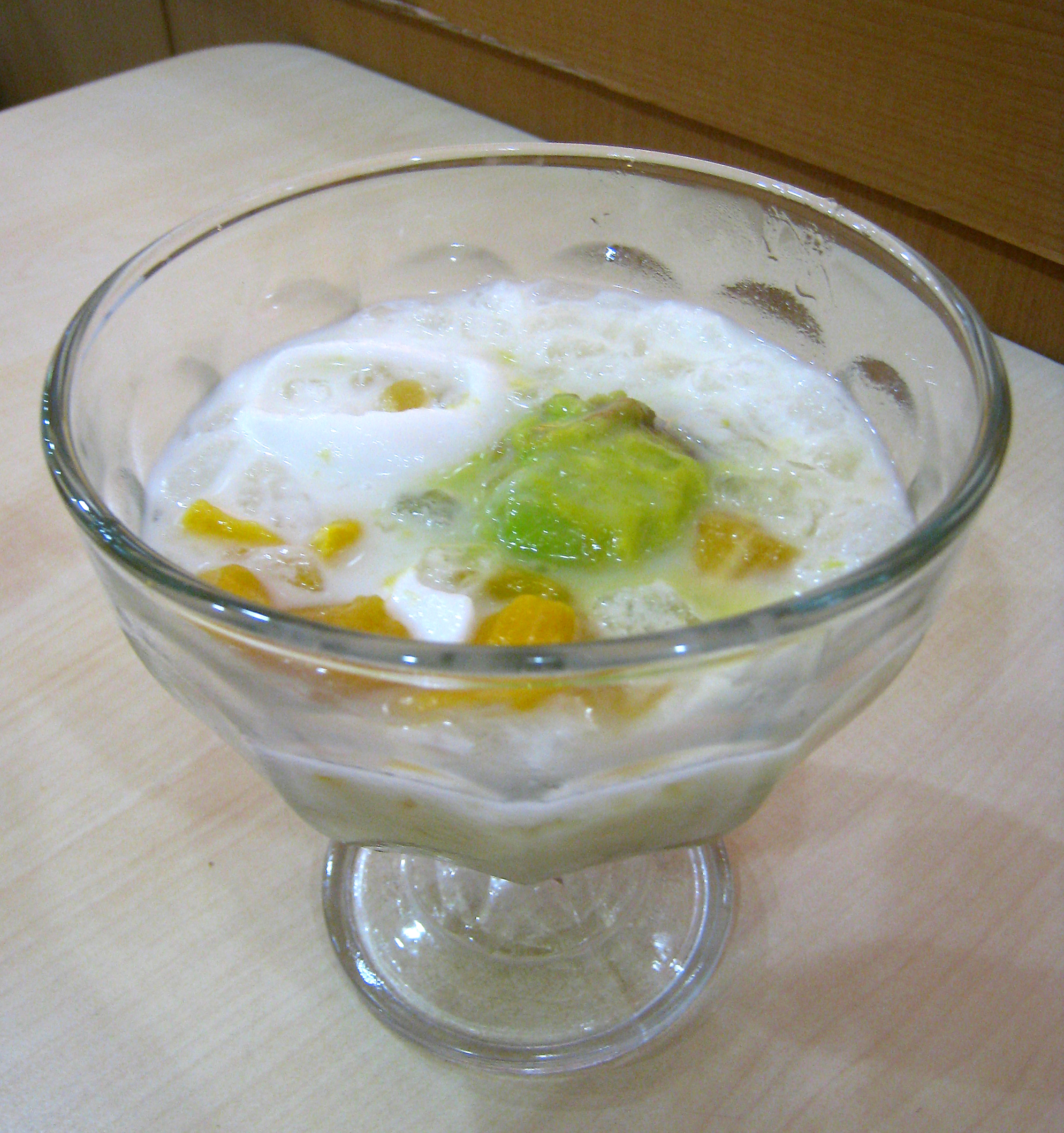
دسر اندونزیایی es teler، متشکل از آووکادو، جک فروت و نارگیل تازه در یخ خرد شده و شیر تغلیظ شده.
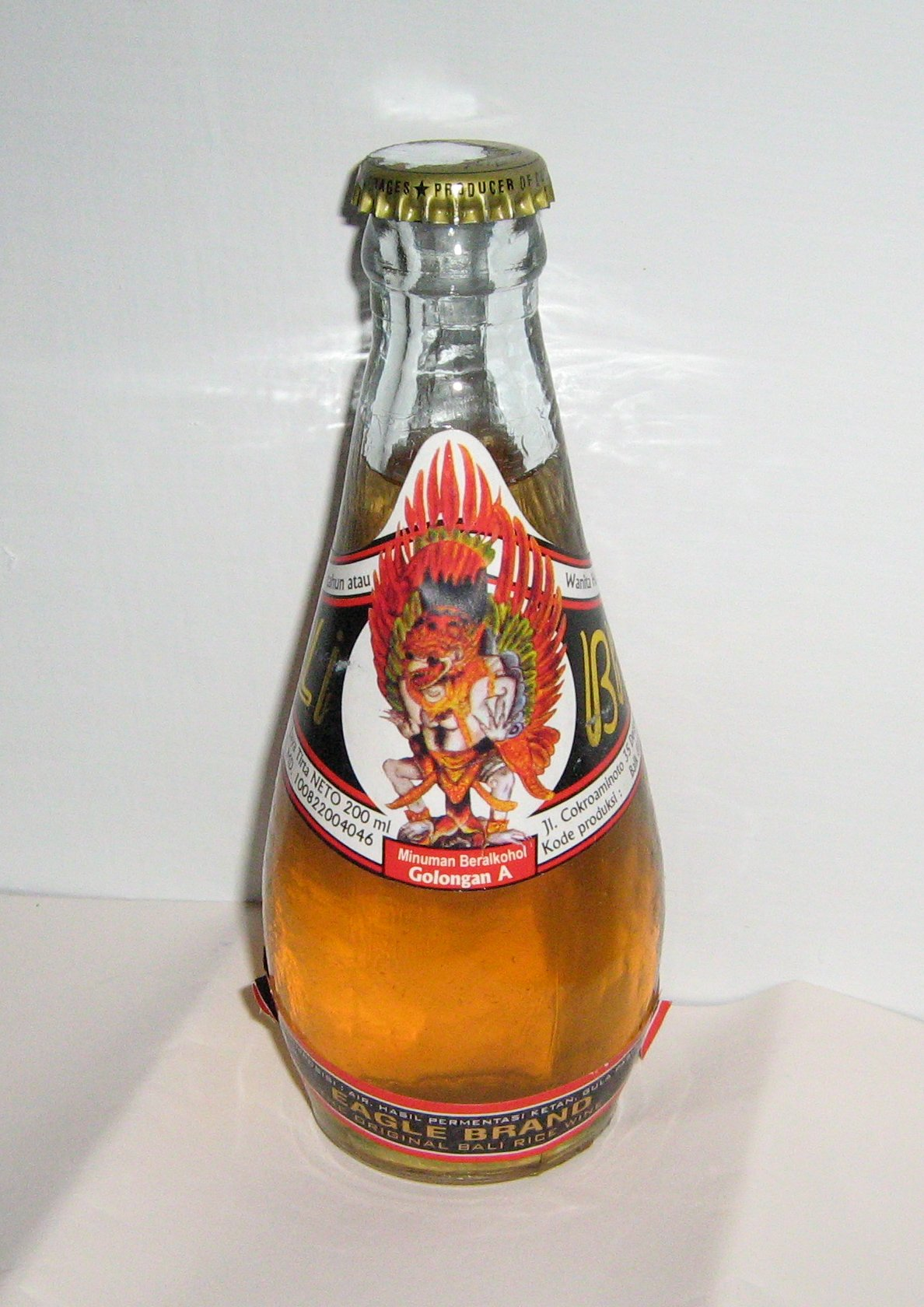
بالیایی BREM با الکل ۵٪
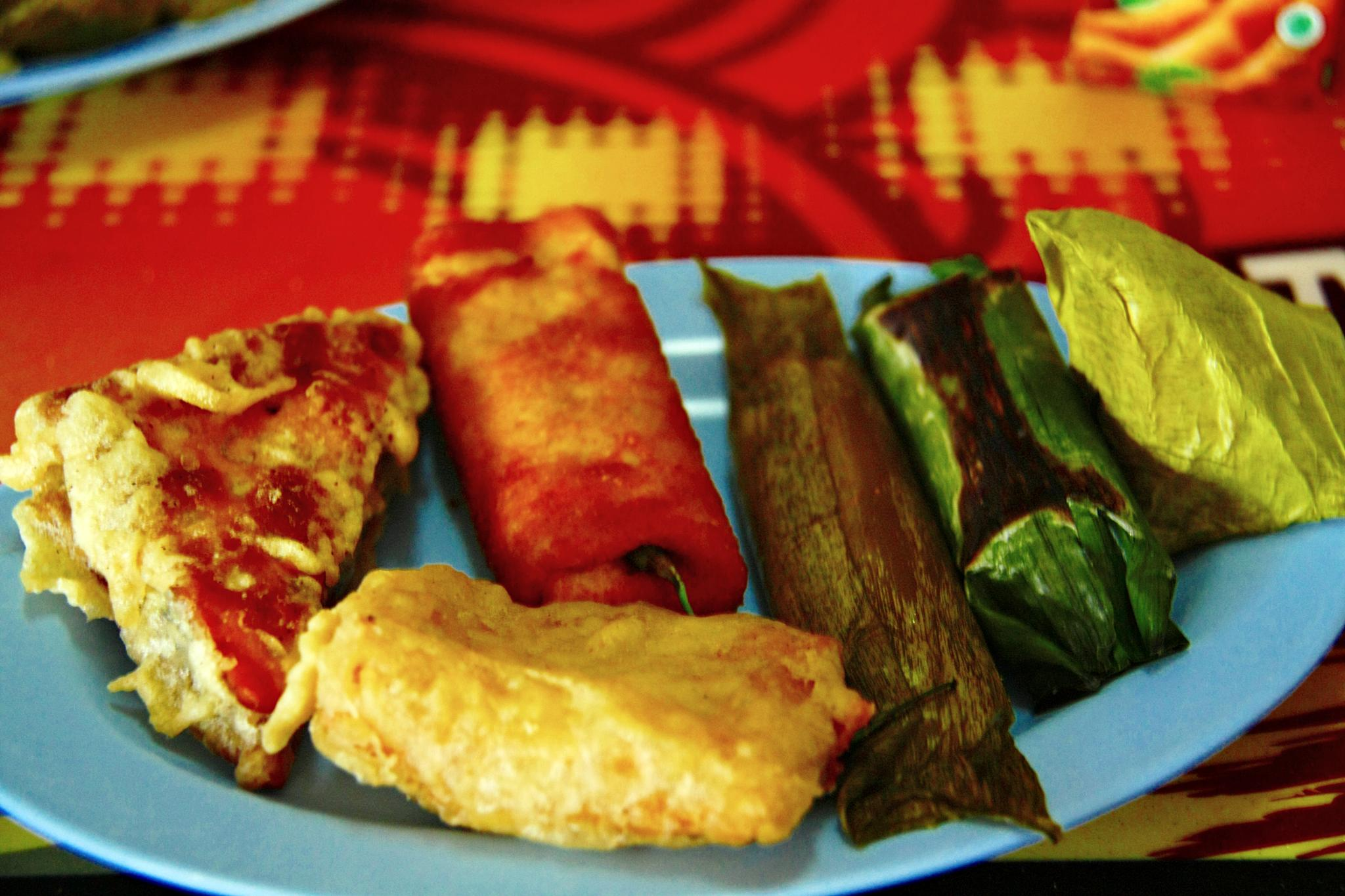
میان‌وعده‌های اندونزیایی، مانند tahu isi , pisang goreng , risoles , timpan , lemper و kue pisang .
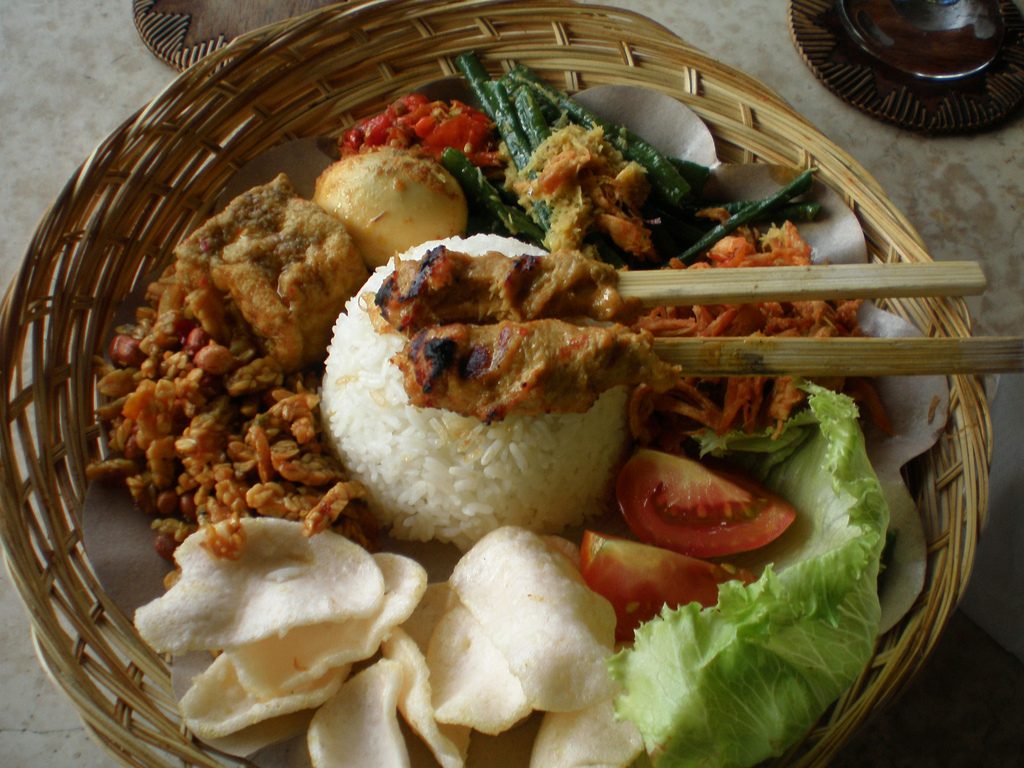
وعده شخصی نازی بالی، بشقاب بامبو بافته شده با برنج که توسط تکه‌های غذاهای جانبی گوشت و سبزیجات احاطه شده‌است.
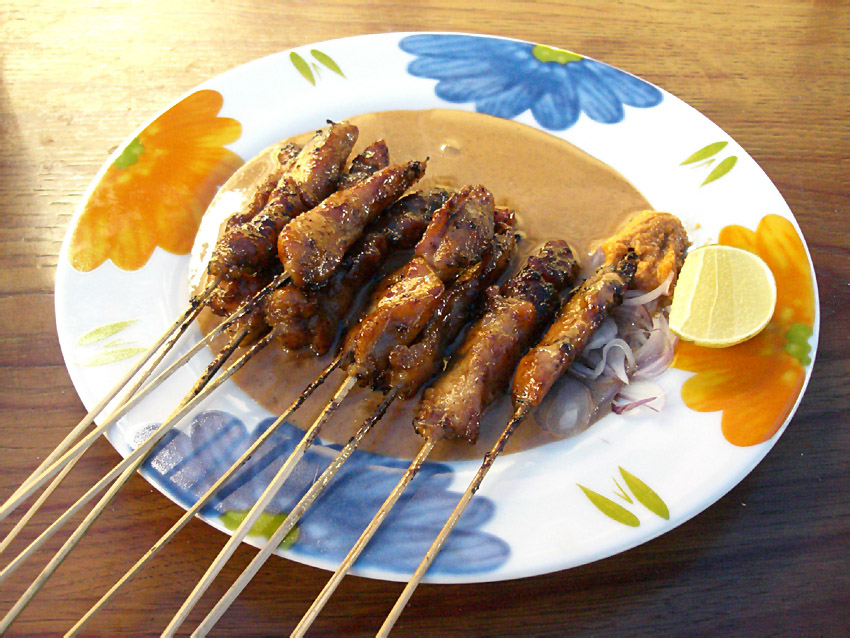
ساتای. یکی از غذاهای ملی این کشور، که انواع مختلفی در سراسر اندونزی وجود دارد.

## کتابشناسی - فهرست کتب
- Owen, Sri. "Indonesian Food and Cookery" شابک ‎۹۷۸−۰۹۰۷۳۲۵۰۰۰ Prospect Books, ۱۹۸۰
- Owen, Sri. "Sri Owen's Indonesian Food" شابک ‎۹۷۸−۱۹۱۰۴۹۶۷۱۸ Pavilion Books, ۲۰۱۵
- Wongso, William. "Flavors of Indonesia: William Wongso's Culinary Wonders" شابک ‎۹۷۸−۹۷۹۸۹۲۶۳۲۷ Bab Publishing, ۲۰۱۶
- Ford, Eleanor. "Fire Islands: Recipes from Indonesia" شابک ‎۹۷۸−۱۹۱۱۶۳۲۰۴۷ Murdoch Books, ۲۰۱۹